# Luis Miguel Calvo
Luis Miguel Calvo Maestro, conocido como Luis Miguel Calvo "Juncal" (Burgos, 29 de enero de 1967), es un torero y actor retirado español.

## Biografía
Creció en un ambiente taurino y aprendió en la Escuela Taurina "Marcial Lalanda" de Venta del Batán. El ambiente de la escuela taurina quedó reflejada en el documental Tú Solo de Teodoro Escamilla (1984), que supuso la primera incursión en el cine de Luis Miguel. Su carrera como actor se inició en 1984 en la serie Cuentos Imposibles. Siendo novillero sufrió una grave cornada mientras toreaba en la plaza de Toros de Burgos, Coso de El Plantío, el 29 de junio de 1987. 
El 26 de septiembre de 1987 tomaba la alternativa en la Plaza de toros de Sevilla ante toros del Conde de la Maza, siendo apadrinado por Manili y Tomas Campuzano como testigo. Tuvo su confirmación el 30 de abril de 1989 en la plaza de Las Ventas ante toros de Jiménez Pasquau, apadrinado por Juan Ramos y Lucio Sandín como testigo. Estuvo once temporadas como matador de toros, habiendo toreado alrededor de 160 corridas de toros entre España y América. Interpretó a Manolo Álvarez en la serie Juncal, que fue un éxito rotundo. Compaginó su carrera como torero con su carrera de actor, encarnando a Joselito en la película Belmonte de 1995. Se retiró en Las Ventas el 24 de agosto de 1997, anunciándose como Juncal y ante la presencia de Paco Rabal, compartiendo cartel con Uceda Leal y Rafael Gastañeta .
Tras su retirada pasó a presidir la Asociación Sindical de Profesionales Taurinos (ASPROT), sindicato de los profesionales taurinos.

## Filmografía

### Películas
- Belmonte, interpretando al torero Joselito. (1995)

### Series de TV
- Cuentos imposibles. (1984)
- Juncal, interpretando a Manolo Álvarez. (1989)